# ويليام دونلاب
ويليام دونلاب (بالإنجليزية: William Dunlap)‏ هو كاتب ورسام ومؤلف ومترجم أمريكي، ولد في 19 فبراير 1766 في بيرث أمبوي في الولايات المتحدة، وتوفي في 28 سبتمبر 1839 في نيويورك في الولايات المتحدة.

## وصلات خارجية
- ويليام دونلاب على موقع قاعدة بيانات برودواي على الإنترنت (الإنجليزية)
- ويليام دونلاب على موقع إن إن دي بي (الإنجليزية)